# Sulfeto de selênio
Sulfeto de selênio (português brasileiro) ou sulfeto de selénio (português europeu) (mais precisamente dissulfeto de selênio ou sulfeto de selênio (IV)) é o composto de fórmula química SeS2.
Ele é usado como agente antifúngico em xampus para o tratamento da dermatite seborréica e caspa associadas a fungos do gênero Malassezia.